# Saint-Quentin-le-Verger
Saint-Quentin-le-Verger è un comune francese di 129 abitanti situato nel dipartimento della Marna nella regione del Grand Est.

## Società

### Evoluzione demografica
Abitanti censiti